# Carlo Magno (romanzo)
Carlo Magno è un romanzo biografico scritto da Gianni Granzotto e pubblicato nel 1978. Nello stesso anno, il libro ha vinto il Premio Campiello.

## Contenuto
Nella breve nota introduttiva, l'autore dichiara di non aver ambito a scrivere un'opera di storia, ma di essersi voluto identificare con Carlo Magno, per poter meglio comprendere i fatti della vita dell'illustre personaggio. A parte questa premessa, non si trovano nel libro personaggi di fantasia e neppure ricostruzioni immaginate di colloqui, per cui è esatta la definizione di biografia.
La narrazione ha inizio nell'anno 753, allorché il papa Stefano II valicò le Alpi, per chiedere al re dei Franchi Pipino il Breve di intervenire in Italia, dove il re longobardo Desiderio non mostrava di voler restituire al Papato alcuni territori in prossimità di Ravenna. Nell'incontro, l'undicenne Carlo veniva incoronato dal Papa assieme alla madre e al fratello minore. Era l'inizio di una vita all'insegna della difesa del Cristianesimo, nella quale Carlo avrà relazioni con ben quattro Papi, ultimo di questi, Papa Leone III che lo elevò a Imperatore dei Romani.
La presa di potere da parte di Carlo avvenne quindici anni dopo, nel 768. Le vicende politiche del tempo mostrano una grande instabilità, sia nei regni franchi (perennemente in lotta con Sassoni ad est e Mori ad ovest), sia nella situazione italiana, che opponeva i longobardi (detentori del potere) a un'emergente Roma papale, che mal tollerava tanto i dominatori interni, quanto i bizantini, ancora in possesso dei titoli di Imperatori dei Romei (Romani).
Eppure Carlo mantenne un sano distacco, se non dal potere, almeno dalle deviazioni più frequenti che ne derivano. Si mostrò clemente con un figlio ribelle, consentì alle proprie figlie libertà di scelte di vita, coltivò con zelo sincero la revisione delle Sacre Scritture (chiamando dall'Oriente uomini dotti in grado di rettificare errori dovuti a ignoranza della lingua greca). Trovò tempo e modo per dare al suo regno quella luce che da lui si chiamò età carolingia. Accettò il titolo di Imperatore dei Romani, conferitogli da un Papa, ma non perse mai la sua autonomia da altri poteri.

## Personaggi storici
Famiglia
- Pipino il Breve e Bertrada di Laon (Berta) - genitori di Carlo Magno;
- Carlomanno I - Fratello minore e co-erede di Carlo Magno;
- Imiltrude - prima moglie di Carlo Magno e madre di Pipino IV, detto Pipino il Gobbo;
- Ermengarda - seconda moglie di Carlo Magno, figlia del re longobardo Desiderio;
- Ildegarda - terza moglie di Carlo Magno, madre di: Carlo il Giovane, Rotrude, Carlomanno-Pipino, Ludovico il Pio;
- Fastrada - quarta moglie di Carlo Magno, madre di due figlie entrambe badesse;
- Liutgarda - quinta e ultima moglie di Carlo Magno;
- Bernardo d'Italia - nipote di Carlo Magno, figlio di Pipino d'Italia, succeduto al padre per la di lui prematura scomparsa;

Papi, re e imperatori
- Papa Stefano II - Papa Paolo I - Papa Stefano III - Papa Adriano I - Papa Leone III;
- Desiderio - re longobardo; Adelchi - figlio di re Desiderio e fratello di Ermengarda; Arechi II e Grimoaldo III di Benevento - duchi longobardi, che Carlo legò a sé con alleanze e autorizzazione ad esercitare il dominio sul territorio del loro Ducato; Vitichindo - re dei Sassoni, eroe nazionale e simbolo della resistenza a Carlo;
- Irene d'Atene - imperatrice di Bisanzio, Costantino VI - suo figlio, promesso sposo alla figlia di Carlo, Rotrude;

Dotti
- Alcuino di York - innalzato a grande dignità da Carlo Magno, ispiratore delle riforme di natura religiosa e culturale; Eginardo - primo biografo di Carlo Magno, fu suo contemporaneo;

## Edizioni
- Gianni Granzotto, Carlo Magno, Mondadori, Milano 1978
- Gianni Granzotto, Carlo Magno, a cura di Anna Doria, Arnoldo Mondadori editore, Milano 1978
- Gianni Granzotto, Carlo Magno: la storia dell'uomo che divenne imperatore, Oscar Mondadori, Milano 2012